# Argentyna na Letnich Igrzyskach Olimpijskich 1956
Argentyna na Letnich Igrzyskach Olimpijskich 1956 zdobyła 2 medale. Kraj ten reprezentowało 28 sportowców.

## Medale
Srebro
- Humberto Selvetti - podnoszenie ciężarów, + 90 kg

 Brąz
- Victor Zalazar - boks, 71 kg